# ساگا روبی
ساگا روبی (به انگلیسی: Saga Ruby) یک کشتی است. این کشتی در سال ۱۹۷۲ ساخته شد.